# 4-й отдельный аэросанный батальон
4-й отдельный аэросанный батальон  — воинское подразделение вооружённых сил СССР в Великой Отечественной войне. За время войны существовало два формирования батальона.

## 1-е формирование
Батальон сформирован  в конце 1941 года
В составе действующей армии с 28.02.1942 по 04.05.1942.
Боевой батальон, на вооружении батальона состояли аэросани РФ-8.
Находился на Свирском оборонительном рубеже.
04.05.1942 расформирован.

### Подчинение
| Дата            | Фронт (округ)               | Армия               | Корпус | Дивизия | Бригада | Примечания |
| --------------- | --------------------------- | ------------------- | ------ | ------- | ------- | ---------- |
| 01.01.1942 года | Архангельский военный округ | -                   | -      | -       | -       | -          |
| 01.02.1942 года | Архангельский военный округ | -                   | -      | -       | -       | -          |
| 01.03.1942 года | -                           | 7-я отдельная армия | -      | -       | -       | -          |
| 01.04.1942 года | -                           | 7-я отдельная армия | -      | -       | -       | -          |
| 01.05.1942 года | -                           | 7-я отдельная армия | -      | -       | -       | -          |

## 2-е формирование
Батальон сформирован   осенью 1942 года в Котласе на основании директивы №731087 заместителя наркома обороны генерал-полковника Щаденко Е.А..
В составе действующей армии с 11.11.1942 по 13.07.1943.
Боевой батальон, на вооружении батальона состояли аэросани НКЛ-26.
06.11.1942 года был погружен на платформы, разгрузился в Сегеже и через Морскую Масельгу направился в сторону Онежского озера, разместился в Пяльме, Кодачи. Фактически оказался приданным роте 80-го пограничного полка, вёл оборону побережья Онежского озера.
Первый бой принял 16.02.1943 на поверхности озера, в районе Хед-острова.
C 26 на 27.03.1943 поддерживал группу лыжников из лыжного батальона (вероятнее всего 33-й лыжной бригады) которая вела разведку противника, занимавшего западный берег Онежского озера в районе севернее маяк Куликов. Противник контратаковал разведывательную группу лыжников, заставил её отойти и начал преследовать. На рассвете 27.03.1943 батальон получил задачу: «Ротой боевых аэросаней атаковать противника, преследующего нашу разведывательную группу».  В 7.50 27.03.1943 3 рота батальона выступила с исходного района озеро Кобылье и, пройдя по заданному азимуту в течение часа 16 километров, внезапно и атаковала противника, который вёл преследование  разведывательной группы. Не выдержав фланговой атаки аэросанной роты, противник вынужден был не только отказаться от преследования, но и отойти в исходное положение, понеся при этом значительные потери. Отбросив группу противника на западный берег Онежского озера, рота возвратилась на прежнюю выжидательную позицию.
13.07.1943 обращён на формирование 4-й отдельной резервной аэросанной роты.

### Подчинение
| Дата            | Фронт (округ)               | Армия      | Корпус | Дивизия | Бригада | Примечания |
| --------------- | --------------------------- | ---------- | ------ | ------- | ------- | ---------- |
| 01.11.1942 года | Архангельский военный округ | -          | -      | -       | -       | -          |
| 01.12.1942 года | Карельский фронт            | -          | -      | -       | -       | -          |
| 01.01.1943 года | Карельский фронт            | 32-я армия | -      | -       | -       | -          |
| 01.02.1943 года | Карельский фронт            | 32-я армия | -      | -       | -       | -          |
| 01.03.1943 года | Карельский фронт            | 32-я армия | -      | -       | -       | -          |
| 01.04.1943 года | Карельский фронт            | 32-я армия | -      | -       | -       | -          |
| 01.05.1943 года | Карельский фронт            | 32-я армия | -      | -       | -       | -          |
| 01.06.1943 года | Карельский фронт            | 32-я армия | -      | -       | -       | -          |

## Состав
- В батальоне три аэросанные роты, в каждой по три взвода, в каждом из взводов по три машины.